# John Lehmann
Rudolf John Frederick Lehmann (2 de junho de 1907 – 7 de abril de 1987), foi um poeta inglês e intelectual fundador dos periódicos New Writing e London Magazine.

## Biografia
Nascido em Bourne End, o quarto filho do jornalista Rudolph Lehmann, e irmão de Helen Lehmann, da romancista Rosamond Lehmann e da atriz Beatrix Lehmann, foi educado em Eton e se aprofundou na língua inglesa no Trinity College, em Cambridge. Ele considerava seu tempo como "anos perdidos".
Depois de um período como jornalista em Viena, ele retornou à Inglaterra para fundar o popular periódico New Writing (1936-1940) em formato de livro. Esta revista literária procurava quebrar as barreiras sociais e publicou obras de autores da classe trabalhadora como escritores de classe média como educador e poetas.  Ele provou ser uma grande influência na literatura do período e uma inspiração para escritores como Christopher Isherwood, W. H. Auden,  e Bertie Louis Coombes.